# Métamère fugace
 (octobre 2021).
 (octobre 2021).
Le métamère fugace serait le quatrième métamère de la tête des arachnides.

## Découverte
La parenté phylétique entre arachnides et insectes, bien avant d'être affinée par les comparaisons des génomes des deux groupes, et après avoir été tenue pour assez lointaine, a été reconnue comme très étroite, quand le professeur Chaudonneret, de la faculté des sciences de l'Université de Dijon, montra dans les années 1950[réf. nécessaire] l'existence chez les araignées du 4e métamère céphalique ou métamère tétrocéphalique. Celui-ci, équivalent du 4e métamère de la tête des insectes, n'est observable que pendant un temps très bref (1/2 heure) du développement embryonnaire des araignées et n'avait jamais été observé auparavant. Cependant, ce concept reste débattu, notamment entre 1988 et 2007,.
Ce métamère fut qualifié de fugace par le chercheur. Rappelons que la tête des insectes, tout comme le prosome ou céphalothorax des araignées sont chez l'adulte des tagmes, c'est-à-dire des régions résultant de la fusion embryonnaire de plusieurs métamères.
Ces critères morphologiques, complétant la liste des caractères communs aux deux sous-groupes, sont venus renforcer l'idée d'un lien phylétique étroit indiscutable entre arachnides et insectes.